# Cheech Marin
Richard Anthony (Cheech) Marin (Los Angeles, 13 juli 1946) is een Amerikaans komiek en acteur. Hij is één helft van het komische hippieduo Cheech & Chong.
Marin maakte in 1978 zijn film- en acteerdebuut als Pedro De Pacas in de muzikale komedie Up in Smoke, de eerste van meer dan tien zogenaamde Cheech & Chong-films. Daarnaast is hij te zien en/of horen in tientallen andere films. Zo speelde Marin het personage Felix Gumm in zowel Spy Kids als verschillende vervolgen, is hij te horen als hyena Banzai in meerdere The Lion King-tekenfilms en als Ramone in verscheidene delen van Cars. Daarnaast speelde Marin wederkerende personages in verschillende televisieseries. Zijn meest omvangrijke rol daarin is die als rechercheur Joe Dominguez in de politieserie Nash Bridges, waarin hij 120 afleveringen de partner van het titelpersonage speelde.

## Filmografie
*Exclusief 5+ televisiefilms
| - Cars 3 (2017, stem) - El Santos vs. la Tetona Mendoza (2012, stem) - Cars 2 (2011, stem) - Hoodwinked Too! Hood vs. Evil (2011) - Pure Country 2: The Gift (2010) - Machete (2010) - The Perfect Game (2009) - Race to Witch Mountain (2009) - Beverly Hills Chihuahua (2008) - Uncle P (2007) - Planet Terror (2007) - Tales from Earthsea (2006, stem) - Cars (2006, stem) - Underclassman (2005) - Christmas with the Kranks (2004) - The Lion King III (2004, stem) - Good Boy! (2003, stem) - Once Upon a Time in Mexico (2003) - Spy Kids 3-D: Game Over (2003) - Masked and Anonymous (2003) - Pinocchio (2002) - Spy Kids 2: The Island of Lost Dreams (2002) - Spy Kids (2001) - Picking Up the Pieces (2000) - Luminarias (2000) - The Nuttiest Nutcracker (1999) - Paulie (1998) | - Tin Cup (1996) - The Great White Hype (1996) - From Dusk Till Dawn (1996) - Charlie's Ghost Story (1995) - Desperado (1995) - The Magic of the Golden Bear: Goldy III (1994) - The Lion King (1994, stem) - A Million to Juan (1994) - FernGully: The Last Rainforest (1992, stem) - The Shrimp on the Barbie (1990) - Rude Awakening (1989) - Ghostbusters II (1989) - Oliver & Company (1988, stem) - Fatal Beauty (1987) - Born in East L.A. (1987) - Charlie Barnett's Terms of Enrollment (1986) - Echo Park (1986) - After Hours (1985) - Cheech & Chong's The Corsican Brothers (1984) - Cannonball Run II (1984) - Yellowbeard (1983) - Still Smokin (1983) - Things Are Tough All Over (1982) - Nice Dreams (1981) - Cheech and Chong's Next Movie (1980) - Up in Smoke (1978) |

## Televisieseries
*Exclusief eenmalige gastrollen
- Rob - Fernando (2012, acht afleveringen)
- Off the Map - Papa Ucumari (2011, twee afleveringen)
- Lost - David Reyes (2007-2009, drie afleveringen)
- Judging Amy - Ignacio Messina (2004-2005, twintig afleveringen)
- Nash Bridges - Joe Dominguez (1996-2001, 120 afleveringen)
- Resurrection Blvd. - Hector Archuletta (2000, twee afleveringen)
- Tracey Takes On... - Carlos (1996-1998, twee afleveringen)
- Married... with Children - stem Buck (1991-1994, drie afleveringen)
- The Golden Palace - Chuy Castillos (1992-1993, 24 afleveringen)